# Alexander Imich
Alexander Imich (Częstochowa, 4 de febrero de 1903 - Manhattan, Nueva York; 8 de junio de 2014) fue un químico, parapsicólogo y supercentenario polaco-estadounidense, presidente del Centro de Investigación de Fenómenos anómalos en la ciudad de Nueva York. Nació en Częstochowa, Polonia, cuando formaba parte del Imperio ruso, dentro de una familia judía. Es uno de los pocos supercentenarios conocidos por razones ajenas a su longevidad.
El 9 de octubre de 2013 con 110 años y 247 días, Imich alcanzó la edad de Henri Pérignon y se convirtió en uno de los 100 hombres más longevos. El 24 de abril de 2014 se convirtió en el hombre vivo más viejo del mundo tras fallecer Arturo Licata a los 111 años y 357 días.

## Primeros años
Cuando tenía 15 años y aún estaba en la escuela, Imich y el resto de sus compañeros de clase se unieron a las fuerzas polacas para luchar contra los bolcheviques en 1918. Su hermano mayor se desempeñó como instructor en la división de vehículos; fue por esa razón que siendo tan joven logró conducir camiones para el ejército polaco hasta que las fuerzas bolcheviques fueron expulsadas e Imich pudo regresar a la escuela.

## Carrera académica
Obtuvo su doctorado en zoología en la Universidad Jaguelónica de Cracovia en 1929, pero como no pudo obtener una ubicación adecuada en la zoología, se cambió a química. Durante los años 1920 y 1930 hizo una investigación sobre un médium, Matylda, para la Sociedad Polaca para la Investigación Psíquica. Imich publicó un informe en 1932 en una revista alemana llamada Zeitschrift für Parapsychologie, pero todas las notas y fotos de la investigación que no se publicaron se perdieron durante la Segunda Guerra Mundial.

## Segunda Guerra Mundial
Durante la Segunda Guerra Mundial, él y su esposa Wela Imich huyeron a Białystok (en ese entonces parte de la Unión Soviética), donde se desempeñó como químico. La pareja fue posteriormente internada en un campo de trabajos forzados hasta la finalización de la guerra debido a su negativa de admitir la ciudadanía soviética. Fueron liberados y posteriormente decidieron emigrar hacia Estados Unidos en 1952, en parte también debido a que familiares y amigos habían muerto durante la guerra.

## Vida en Estados Unidos
Después de una larga carrera como consultor químico, se retiró en Nueva York. Después de que su esposa Wela murió en 1986, Imich retomó su interés por la parapsicología; escribió numerosos artículos para revistas especializadas y editó un libro, "Los cuentos increíbles de lo paranormal", que fue publicado por Libros Bramble en 1995. Puso en marcha el Centro de Investigación de fenómenos anómalos en 1999, tratando de encontrar una manera de producir "La demostración crucial", cuyo objetivo es demostrar la realidad de los fenómenos paranormales a los principales científicos y el público en general. Imich afirmaba que su práctica de la Restricción calórica es el gran secreto de su longevidad.